# Sotillo de la Ribera
Sotillo de la Ribera là một đô thị trong tỉnh Burgos, Castile và León, Tây Ban Nha. Theo điều tra dân số 2004 (INE), đô thị này có dân số là 603 người.